# What If... (Mr. Big)
What If... è il settimo album in studio del gruppo musicale statunitense Mr. Big, pubblicato il 21 gennaio 2011 dalla Frontiers Records.
È il primo album di inediti pubblicato dal gruppo dopo dieci anni, nonché il loro primo lavoro in studio con il chitarrista originario Paul Gilbert dai tempi di Hey Man (1996).

## Tracce
Testi e musiche di Eric Martin, Paul Gilbert, Billy Sheehan e Pat Torpey.
1. Undertow – 4:49
2. American Beauty – 3:44
3. Stranger in My Life – 4:26
4. Nobody Left to Blame – 4:20
5. Still Ain't Enough for Me – 3:04
6. Once Upon a Time – 4:03
7. As Far as I Can See – 3:55
8. All the Way Up – 5:12
9. I Won't Get in My Way – 4:40
10. Around the World – 3:51
11. I Get the Feeling – 4:34

Traccia bonus nell'edizione europea
1. Unforgiven – 4:16

Traccia bonus nell'edizione giapponese
1. Kill Me with a Kiss – 5:59

## Formazione
- Eric Martin – voce
- Paul Gilbert – chitarre, cori
- Billy Sheehan – basso, cori
- Pat Torpey – batteria, cori